# Curral eleitoral
O "curral eleitoral" é uma expressão utilizada por historiadores brasileiros na República Velha que indicava uma região onde um político possuía grande influência, é bastante conhecido ou onde é muito bem votado.
A origem da expressão vem do tempo em que o voto era aberto no Brasil. Assim, os coronéis mandavam jagunços para os locais de votação. As regiões controladas politicamente pelos coronéis que manipulavam votos  eram conhecidas como currais eleitorais. Nesses locais o coronel oferecia ao eleitor trabalho, dinheiro, moradia, para em troca votar em seu candidato.
Atualmente, ainda se usa essa expressão para definir uma forte intimidação e pressão a eleitores, em geral, de baixa escolaridade e poder aquisitivo. Qualquer recompensa ou ameaça é proibida por lei no artigo 301 do código eleitoral, com reclusão de até quatro anos.